# Anthony Wayne
Pour les articles homonymes, voir Wayne.
 (janvier 2015).
Si vous disposez d'ouvrages ou d'articles de référence ou si vous connaissez des sites web de qualité traitant du thème abordé ici, merci de compléter l'article en donnant les références utiles à sa vérifiabilité et en les liant à la section « Notes et références ».
Anthony Wayne, né le 1er janvier 1745 en Pennsylvanie où il est mort le 15 décembre 1796, est un général américain, connu par ses contemporains sous le nom de Mad Anthony (« Anthony le Fou »).

## Biographie
Peu enclin aux longues études, Wayne commence par être géomètre en 1763. En 1765, il est engagé pour surveiller et protéger l'installation d'une colonie en Nouvelle-Écosse, une aventure dont il se retire en 1766 pour reprendre la tannerie familiale dont il héritera en1774. Il est un ardent défenseur du colonialisme et un agitateur anti-britannique.
Lors de la révolution américaine, il gagne de nombreuses batailles, entre autres la prise d'un avant-poste britannique à Stony Point en 1779. Sa carrière est très controversée, mais il a droit à tous les honneurs après vérification de rumeurs malveillantes. En 1783, il revient en Pennsylvanie et est élu au Congrès en 1794 en tant que représentant de Géorgie, poste dont il est démis du fait d'irrégularités dans son élection.
En 1792, il succéde au général St. Clair à la tête de l'armée américaine du Territoire du Nord-Ouest. Après l'échec des négociations de paix avec les Amérindiens, auxquelles Wayne s'oppose, il brise définitivement les volontés guerrières des Amérindiens en 1794, à la bataille de Fallen Timbers. Il entérine sa victoire par le Traité de Greenville en 1795, avec les chefs des tribus vaincues, qui cèdent toutes leurs terres.
Anthony Wayne est inhumé au fort de la Presqu'île en Pennsylvanie.

## Hommage

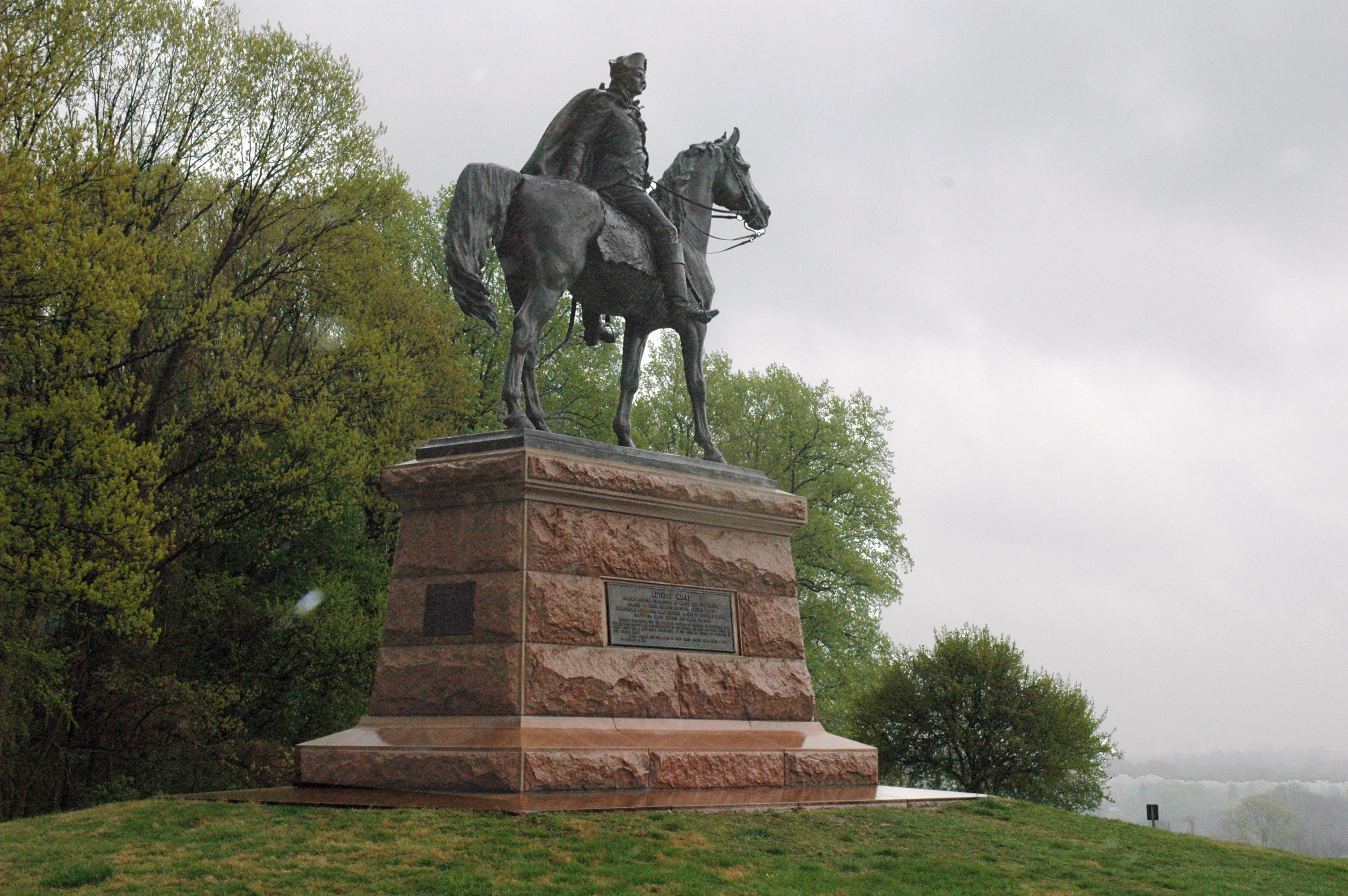
Statue à Valley Forge

Le pseudonyme de l'acteur John Wayne (né Marion Robert Morrison) est un hommage du réalisateur Raoul Walsh à Anthony Wayne.
Selon les aveux de Bill Finger, créateur du célèbre super-héros Batman, le nom de famille du personnage principal Bruce Wayne vient d'Anthony Wayne. Le créateur a dit avoir pensé à Anthony Wayne lorsqu'il devait trouver un nom de famille pour le super héros.